# Регіональні меджліси кримськотатарського народу
Регіональний меджліс кримськотатарського народу — виконавчий орган самоуправління кримських татар на території, що відповідає певному адміністративно-територіальному утворенню — місту, району. Рішення про створення регіонального меджлісу, визначення його територіальної основи та затвердження назви приймається Меджлісом кримськотатарського народу. Строк повноважень регіонального меджлісу — 5 років.
Регіональний меджліс організує виконання рішень Курултаю кримськотатарського народу, Меджлісу кримськотатарського народу, його Президіуму та регіональної конференції на території, що відповідає адміністративно-територіальному утворенню; представляє та захищає інтереси кримських татар у органах виконавчої влади та місцевого самоврядування; впроваджує заходи для захисту прав та законних інтересів кримських татар, сприяє встановленню рівних відносин між громадянами усіх національностей, що проживають на відповідній території; створює робочі органи, розподіляє обов'язки між членами регіонального меджлісу тощо.
Засідання регіональних меджлісів є правомочним, якщо в ньому бере участь більше половини його кількісного складу. Формування складу регіонального меджлісу здійснюється введенням до його складу всіх місцевих меджлісів відповідного адміністративно-територіального утворення; обранням Голови регіонального меджлісу; обранням членів, представлених Головою, з числа кримських татар та членів їх сімей, ща постійно проживають на території відповідного адміністративно-територіального утворення (при цьому, їх кількість не має перевищувати 1/3 від загальної кількості членів організації). Голова регіонального меджлісу обирається регіональною конференцією шляхом таємного голосування.

## Список регіональних меджлісів кримськотатарського народу
Інформацію подано станом на 24 березня 2014 року.
| № п/п | Регіональний підрозділ                  | Кримськотатарська назва      | Голова              |
| ----- | --------------------------------------- | ---------------------------- | ------------------- |
| 1     | Алуштинський регіональний меджліс       | Aluşta regional meclis       | Енвер Арпатли       |
| 2     | Бахчисарайський регіональний меджліс    | Bağçasaray regional meclis   | Ахтем Чийгоз        |
| 3     | Білогірський регіональний меджліс       | Qarasuvbazar regional meclis | Мустафа Асаба       |
| 4     | Джанкойський регіональний меджліс       | Canköy regional meclis       | Рустем Еннанов      |
| 5     | Євпаторійський регіональний меджліс     | Kezlev regional meclis       | Сулейман Абдуллаєв  |
| 6     | Керченський регіональний меджліс        | Keriç regional meclis        | Муфрет Велієв       |
| 7     | Кіровський регіональний меджліс         | İslâm-Terek regional meclis  | Екрем Абдульватов   |
| 8     | Красногвардійський регіональний меджліс | Qurman regional meclis       | Учкун Девлетшаєв    |
| 9     | Красноперекопський регіональний меджліс | Or-Qapı regional meclis      | Саніє Аметова       |
| 10    | Ленінський регіональний меджліс         | Yedi-Quyu regional meclis    | Ленур Аблязімов     |
| 11    | Нижньогірський регіональний меджліс     | Seyitler regional meclis     | Мустафа Салманов    |
| 12    | Первоймайський регіональний меджліс     | Cürçi regional meclis        | Рефат Сайітаблаєв   |
| 13    | Роздольненський регіональний меджліс    | Aq-Şeyh regional meclis      | Муса Білялов        |
| 14    | Сакський регіональний меджліс           | Saq regional meclis          | Ескендер Білялов    |
| 15    | Севастопольський регіональний меджліс   | Aq-Yar regional meclis       | Енвер Мамутдінов    |
| 16    | Сімферопольський регіональний меджліс   | Aqmescit regional meclis     | Леммар Юнусов       |
| 17    | Совєтський регіональний меджліс         | İçki regional meclis         | Абмеджит Сулейманов |
| 18    | Судацький регіональний меджліс          | Sudaq regional meclis        | Ільвер Аметов       |
| 19    | Феодосійський регіональний меджліс      | Kefe regional meclis         | Ібрагім Мурасов     |
| 20    | Чорноморський регіональний меджліс      | Aq-Meçit regional meclis     | Шевкет Смаїлов      |
| 21    | Ялтинський регіональний меджліс         | Yalta regional meclis        | Усеїн Чапух         |
| 22    | Запорізький регіональний меджліс        | Zaporojye regional meclis    | Ридван Ібрагімов    |
| 23    | Херсонський регіональний меджліс        | Herson regional meclis       | Асан Алієв          |